# Concert per a piano núm. 7 (Mozart)
El Concert per a tres pianos núm. 7 en fa major, K. 242, conegut com a Concert Lodron, és una composició de Wolfgang Amadeus Mozart del 1776. Aquest mateix any va compondre dos altres concerts per a piano. El concert sovint és conegut amb el sobrenom de «Lodron» perquè va ser compost per a ser interpretat per ell mateix i les dues filles de la Comtessa Antonia Lodron: Aloysia i Giuseppa.
Originalment, Mozart va finalitzar aquest concert per a tres pianos el febrer de 1776. L'any 1780, el va revisar per poder-lo interpretar a Salzburg en un concert amb un altre pianista; va fer un arranjament per a dos pianos que és com se sol interpretar actualment.

## Estructura
Consta de tres moviments:
1. Allegro
2. Adagio
3. Rondó. Tempo di Menuetto

Girdlestone, en la seva obra Mozart and his Piano Concertos, descriu el concert i compara un dels temes del moviment lent amb temes similars que apareixen en concerts posteriors –especialment el Concert núm. 25, K. 503-, amb formes més desenvolupades.